# پپو (فیلم)
پپو (به ارمنی: Պեպո) فیلمی ۸۸ دقیقه‌ای به کارگردانی هامو بیک-نازاریان محصول سال ۱۹۳۵ کشور اتحاد شوروی است.
این فیلم بر اساس نمایش‌نامه به همین نام (۱۸۷۶) نوشته گابریل سوندوکیان ساخته شده است. پپو اولین فیلم ناطق ساخته شده به زبان ارمنی می باشد. موسیقی این فیلم را آهنگساز شهیر ارمنی آرام خاچاتوریان تهیه نموده است

## بازیگران
- هراچیا نرسیسیان
- آوت آوتیسیان
- هاسمیک
- نادژدا گئورگیان
- میکائل گاراگاش
- داویت مالیان
- هامبارتسوم خاچانیان
- ماریا جرپتیان
- آرتاوازد که‌فچیان
- گورگن گابریلیان (بازیگر)
- ماریا برویان
- تاتیانا ماخموریان

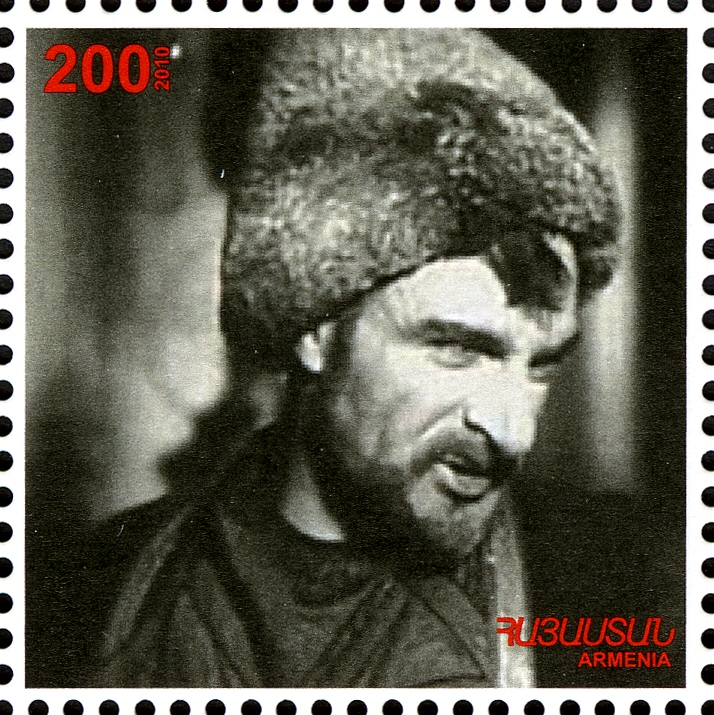
تمبر یادبود فیلم پپو